# Crystals, Their Making, Habits and Beauty
Crystals, Their Making, Habits and Beauty è un cortometraggio muto del 1914. Non si conosce il nome del regista del film, un documentario prodotto dalla Edison.

## Produzione
Il film fu prodotto dalla Edison Company.

## Distribuzione
Distribuito dalla General Film Company, il film - un documentario di 150 metri - uscì nelle sale cinematografiche degli Stati Uniti il 7 dicembre 1914. Nelle proiezioni, veniva programmato con il sistema dello split reel, accorpato in un'unica bobina con un altro cortometraggio prodotto dalla Edison, la commedia Buster Brown Causes a Commotion.